# Floamannasagan
Floamannasagan (isl. Flóamanna saga) är en av islänningasagorna. Den utspelar sig på sydvästra Island (runt den stora bukten Flói, varifrån namnet till sagan härstammar), men också i bland annat Norge, Skottland och Grönland. Handlingen äger rum under åren 870–1020.

## Handling
Sagan spänner över fyra generationer. Den börjar med att berätta om Atle jarl den magre och hans söner. Den berättar också om deras tvister med Ingolf Arnarson och den senares fosterbror Hjörleif Hrodmarsson. Därefter berättas om Hallstein Atlasons ankomst och landnam, fram till Torgils, Örrabeins styvson, som är den egentliga hjälten i sagan. Sagan berättar om Torgils resor bland annat till Hebriderna, där han kräver in skatt åt den norske kungen, och till Grönland, där han möter Erik Röde.
Sagan innehåller många motiv som snarare brukar förknippas med fornaldarsagorna, till exempel övernaturliga händelser och troll i civilisationens utmarker. Den återberättar också många drömmar som huvudpersonerna drömmer. Dessa drömmar för både handlingen framåt genom att spå om vad som kommer hända senare, och återspeglar det pågående religionsskiftet med övergången från asatron till kristendomen, till exempel då den omvände Torgils drömmer om hur han argumenterar med den hedniska åskguden Tor om vilken gud han ska tillbe.

## Tillkomst, manuskript och översättning
Sagan skrevs under de sista decennierna på 1200-talet. Texten fanns en gång i den uppbrunna Vatnshyrna, men finns nu i pappershandskriften AM 516 qu., som är prästen Kettil Jörundssons avskrift av Vatnshyrna. Sagan trycktes först i Leipzig år 1860 i samlingen Fornsögur.
Sagan är översatt till svenska av Åke Ohlmarks (1964) och Rune Palm (2014).